# Synteza FM

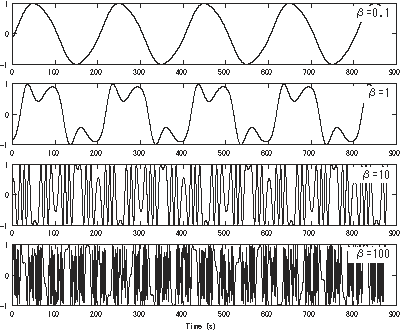
Fala nośna o częstotliwości 220 Hz zmodulowana przez ton o częstotliwości 440 Hz. Przykład obrazuje zmiany w przebiegu czasowym (górna grafika) oraz widmie (dolna grafika) dla różnych indeksów modulacji (β)

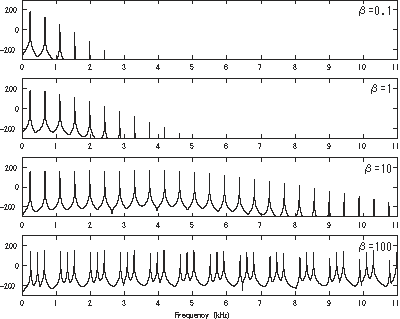

Synteza FM – metoda syntezy dźwięku opierająca się na modulacji częstotliwości.
Technika ta została opracowana na uniwersytecie Stanforda przez Johna Chowninga w latach 1967–1968. W roku 1975 została opatentowana, a w późniejszym czasie licencjonowana firmie Yamaha. Synteza FM nadaje się zarówno do tworzenia dźwięków harmonicznych jak i nieharmonicznych. Teoretycznie możliwe jest jej realizowanie za pomocą analogowych oscylatorów, jednak z powodu ich naturalnej niestabilności jest to trudne do wykonania. Natomiast wersja metody wykorzystująca modulację fazy jest prosta do realizowania cyfrowo. W rezultacie synteza FM stała się podstawą dla wczesnej generacji cyfrowych syntezatorów Yamahy, wraz z popularnym w latach 80. modelem DX7. Yamaha opatentowała swą sprzętową implementację (US Patent 4018121 Apr 1977), co pozwoliło niemal zmonopolizować ową technologię. W tamtym okresie firma Casio opracowała zbliżoną do syntezy FM, metodę zniekształcania fazy wykorzystaną w serii syntezatorów CZ. Wraz z wygaśnięciem patentu Uniwersytetu Stanforda w 1995 r., synteza FM stała się obecna w większości współczesnych syntezatorów. Popularna była również w latach 90. w kartach dźwiękowych, jako sprzętowy syntezator.

## Sposób realizowania
Rozkład harmoniczny fali sinusoidalnej modulowanej przez inną falę sinusoidalną może być reprezentowany przez funkcje Bessela, co pozwala na matematyczne zrozumienie istoty syntezy FM. Pierwszym jej etapem jest generowanie przez oscylator fali nośnej o danej częstotliwości Fc. Następnie ów przebieg modulowany jest przez inną falę (sygnał modulacyjny) o danej częstotliwości Fm. Jeśli amplituda modulatora równa jest 0, wtedy częstotliwość nośnej wynosi Fc. Dodatnia wartość natomiast skutkuje wahaniem częstotliwości sygnału modulowanego. Zjawisko to nosi nazwę odchyłki częstotliwości (ang. frequency deviation). Innymi słowy im „głośniejsza” fala modulacyjna, tym większe zmiany w fali modulowanej. Dla przykładu Fc = 1000 Hz. Gdy modulator powoduje wahanie częstotliwości nośnej w zakresie 900 Hz – 1100 Hz, odchyłka wynosi 100 Hz. Jej stosunek do częstotliwości modulacji określany jest jako indeks modulacji (I = d / Fm). Owa proporcja kontroluje bogactwo widma akustycznego sygnału wyjściowego.

Schemat blokowy operatora

Warunkiem uzyskiwania dźwięków harmonicznych jest harmoniczna zależność modulatora z nośną. Poprzez stosowanie modulatorów o częstotliwościach stanowiących niecałkowite wielokrotności nośnej, brzmienia dzwonów oraz perkusji są łatwe do uzyskania.
Strukturę syntezatora FM tworzą tzw. operatory składające się z oscylatora, wzmacniacza oraz generatora obwiedni. Sposoby oraz kolejność łączenia ze sobą operatorów stanowią tzw. algorytmy. Ich ilość determinuje możliwości brzmieniowe instrumentu.